# Pinacothèque du château de Prague
La pinacothèque du château de Prague, ou Obrazárna Pražského hradu en tchèque, est une pinacothèque dans le château de Prague, à Prague, en République tchèque. Les collections, commencées en 1650 par les Habsbourg, comprennent des œuvres de Cranach l'Ancien, d'Holbein le Jeune, de Rubens, du Tintoret, du Titien et de Véronèse.
La galerie présente des œuvres de maîtres anciens de la Renaissance et du maniérisme allemands, italiens, hollandais et bohémiens, ainsi que des peintures du baroque d'Europe centrale et néerlandais. La pinacothèque a été fondée par l'empereur Rodolphe II à la fin du XVIe siècle. Elle a ensuite subi de nombreuses pertes dues aux ventes et aux pillages, mais a toujours été complétée par de nouvelles œuvres.
La pinacothèque, située dans les ailes nord et ouest de la deuxième cour, est ouverte au public depuis sa refonte en 1965. L'exposition présente aux visiteurs une sélection de plus d'une centaine des peintures les plus précieuses de la collection du château de Prague, qui comprend environ 4 000 peintures, notamment des œuvres de Titien, Rubens, Tintoret, Véronèse et Cranach,.

## Histoire et description

### Fondation de la galerie
Les débuts de la pinacothèque du château de Prague remontent à l'empereur Rodolphe II. Connu comme un amateur d'art et mécène de l'art et de la science, l'empereur a établi sa résidence à Prague en 1583 après son couronnement en tant que roi de Bohême. Collectionneur passionné, il a constitué une vaste collection de peintures, d'objets d'art et de curiosités au château de Prague, jusqu'à sa mort en 1612. Durant son règne, appelé en Bohême époque rudolfine, il contribua à un grand épanouissement culturel dans les terres tchèques.
Rodolphe II a invité à sa cour des artistes renommés, qui ont créé des œuvres d'art en son nom. L'un des plus connus est le peintre Hans von Aachen. Rodolphe II a hérité de collections d'art de ses ancêtres et les a complétées par des achats et des commandes d'artistes de nombreux pays européens. Il s'est intéressé particulièrement à la peinture italienne, hollandaise et allemande. Les œuvres d'art ont été acquises par des marchands d'art, des envoyés impériaux auprès d'importantes cours européennes, et aussi des artistes de la cour voyageant à travers l'Europe en son nom,.
Les collections en croissance rapide nécessitaient des salles spécialement construites pour elles. L'aile nord du château entre l'actuelle Cour II et le fossé des Cerfs a été reconstruite et deux nouvelles grandes salles (la galerie Rudolf et la salle espagnole) ont été bâties au-dessus des écuries impériales. En 1585, l'architecte Giovanni Gargioli a commencé à construire la Maison longue ou maison du Corridor sur ce qui était alors le mur ouest du château. Cette maison du Corridor, ainsi appelée en raison de son couloir de 100 mètres de long au premier étage, sépare ce que sont aujourd'hui la deuxième et la troisième cour. Au rez-de-chaussée se trouvaient, entre autres, une sellerie, tandis qu'au premier étage se situaient la célèbre galerie Rudolfine, des collections d'histoire naturelle. Des artefacts et curiosités de nombreux pays occupaient la galerie du deuxième étage. À partir de 1600, les collections impériales sont hébergées dans les nouvelles salles.
Les collections rudolfiniennes étaient parmi les plus importantes d'Europe : en 1612, l'année de la mort de l'empereur, l'ensemble de la collection comprenait environ 3 000 pièces.

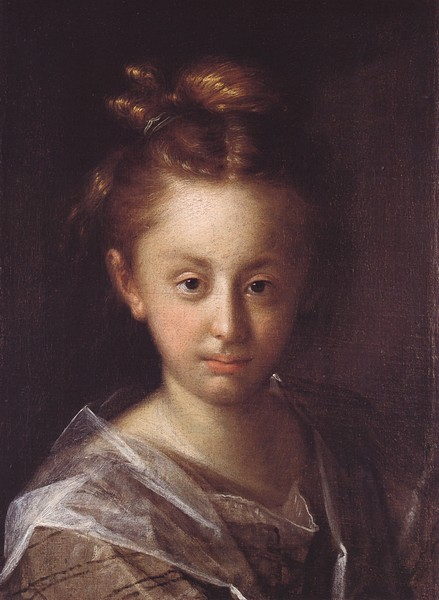
Hans von Aachen, Maria Maxmiliana.
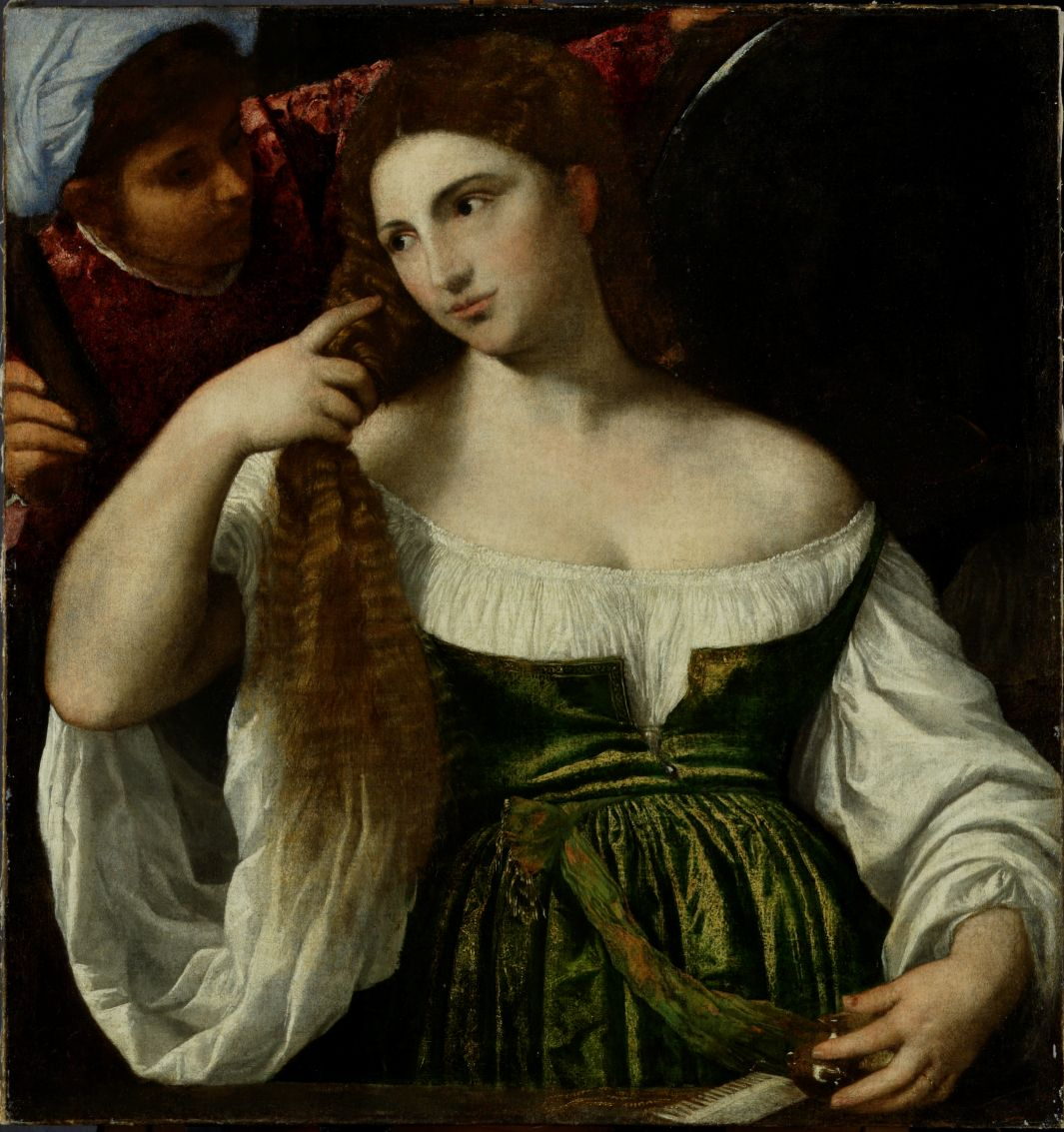
Titien, Jeune femme à sa toilette.
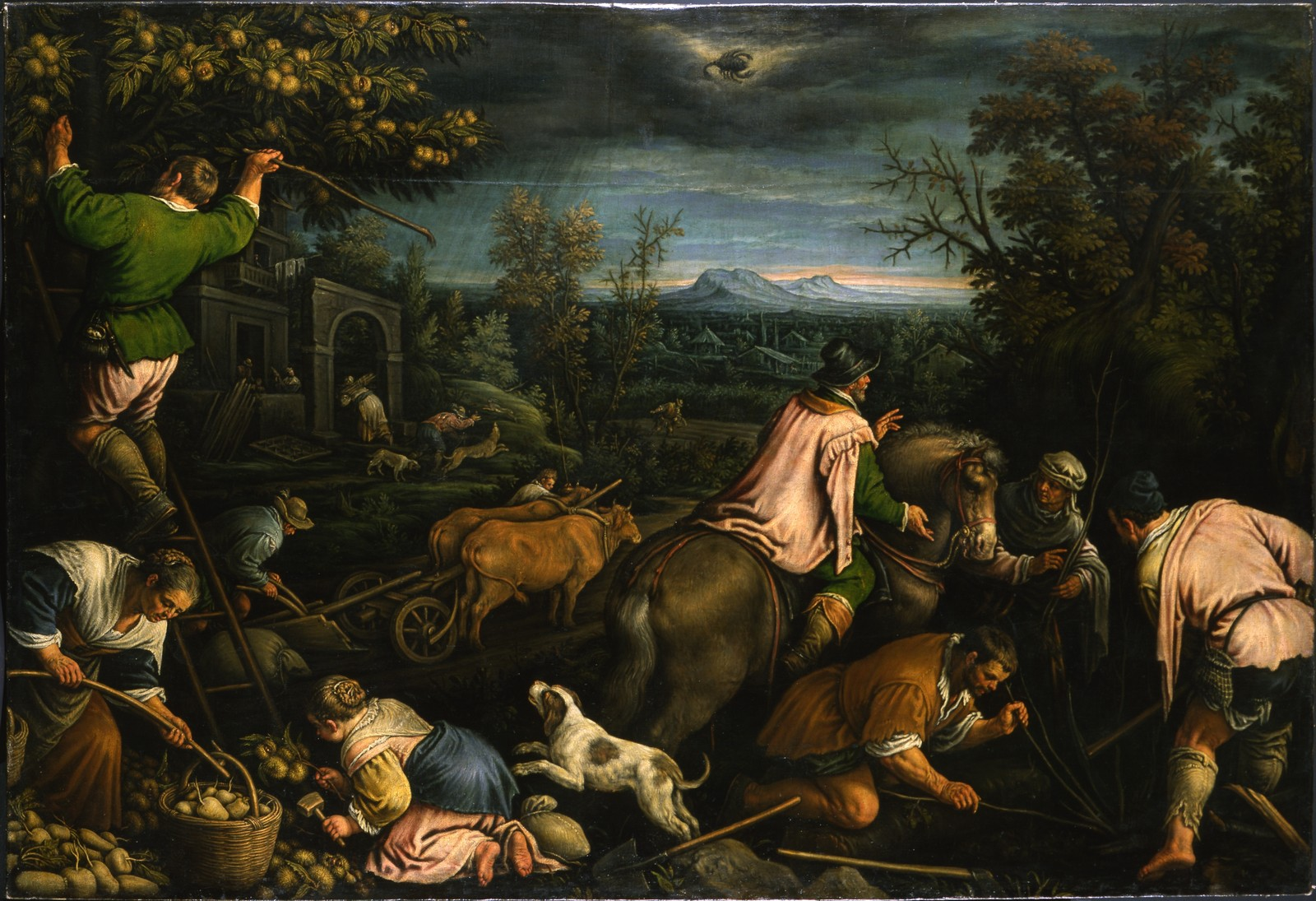
Jacopo Bassano, Allégorie de l'automne.

### Dissolution progressive
Après la mort de Rodolphe a commencé la dispersion progressive des collections d'art. Pendant la guerre de Trente Ans, une grande partie fut emmenée à Vienne ou fut victime de pillages. Une partie considérable des expositions les plus précieuses a été pillée par l'armée suédoise sous le général Königsmarck lors de l'occupation de Prague en 1648 (le soi-disant vol d'art de Prague). Königsmarck a agi sur les ordres directs de la reine Christine de Suède , qui possédait un inventaire des collections,.
Au milieu du XVIIe siècle, la galerie de tableaux du château de Prague connut un nouvel apogée sous l'empereur Ferdinand III. En 1648, il acquit la précieuse collection de Lord Buckingham à Anvers et l'installa dans les salles de la galerie Rudolfine avec d'autres peintures de provenant de Vienne. Parmi eux se trouvaient des tableaux de la collection de Léopold Guillaume, frère de Ferdinand III. Selon un inventaire de 1685, il y avait 551 peintures à Prague, avec un accent sur les peintures italiennes, hollandaises et allemandes des XVIe et XVIIe siècles,. Les peintures de maîtres anciens tels que Titien, Véronèse, Tintoret et Rubens dans la galerie du château de Prague ont fortement influencé la peinture baroque bohémienne, celle de Peter Johann Brandl en particulier.
Au XVIIIe siècle, la galerie du château de Prague s'effondre à nouveau. Charles VI transporta de nombreuses peintures de valeur aux collections des Habsbourg à Vienne, et beaucoup furent également vendues à la galerie de Dresde. Au cours de la reconstruction thérésienne du château de Prague par l'architecte Nikolaus von Pacassi, la galerie indépendante du château a été dissoute en 1762 et les tableaux qui n'avaient pas été transportés à Vienne ont été utilisés pour meubler les salles de représentation et de séjour du nouveau palais royal. Leurs dimensions ont été impitoyablement adaptées au motif régulier des lambris. Les salles d'origine des collections rudolfiniennes n'ont pas été utilisées comme galeries depuis la conversion, mais sont encore utilisées aujourd'hui comme salles de représentation,. Malgré cette vente, certaines des peintures originales sont restées oubliées dans les réserves, mais la connaissance de leur provenance et de leur valeur a été perdue dans les années qui ont suivi.

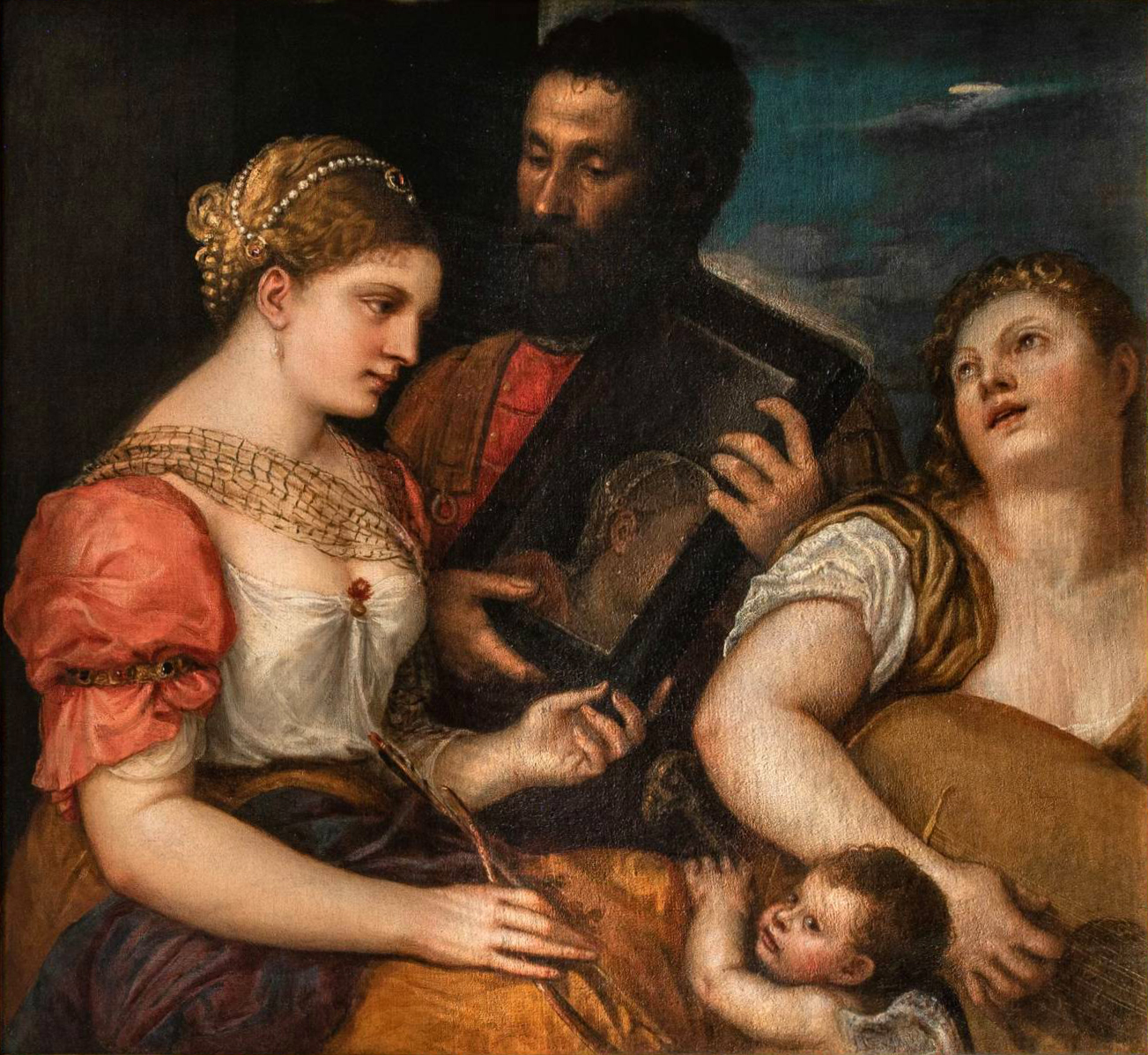
Titien, Allégorie de l'Amour,
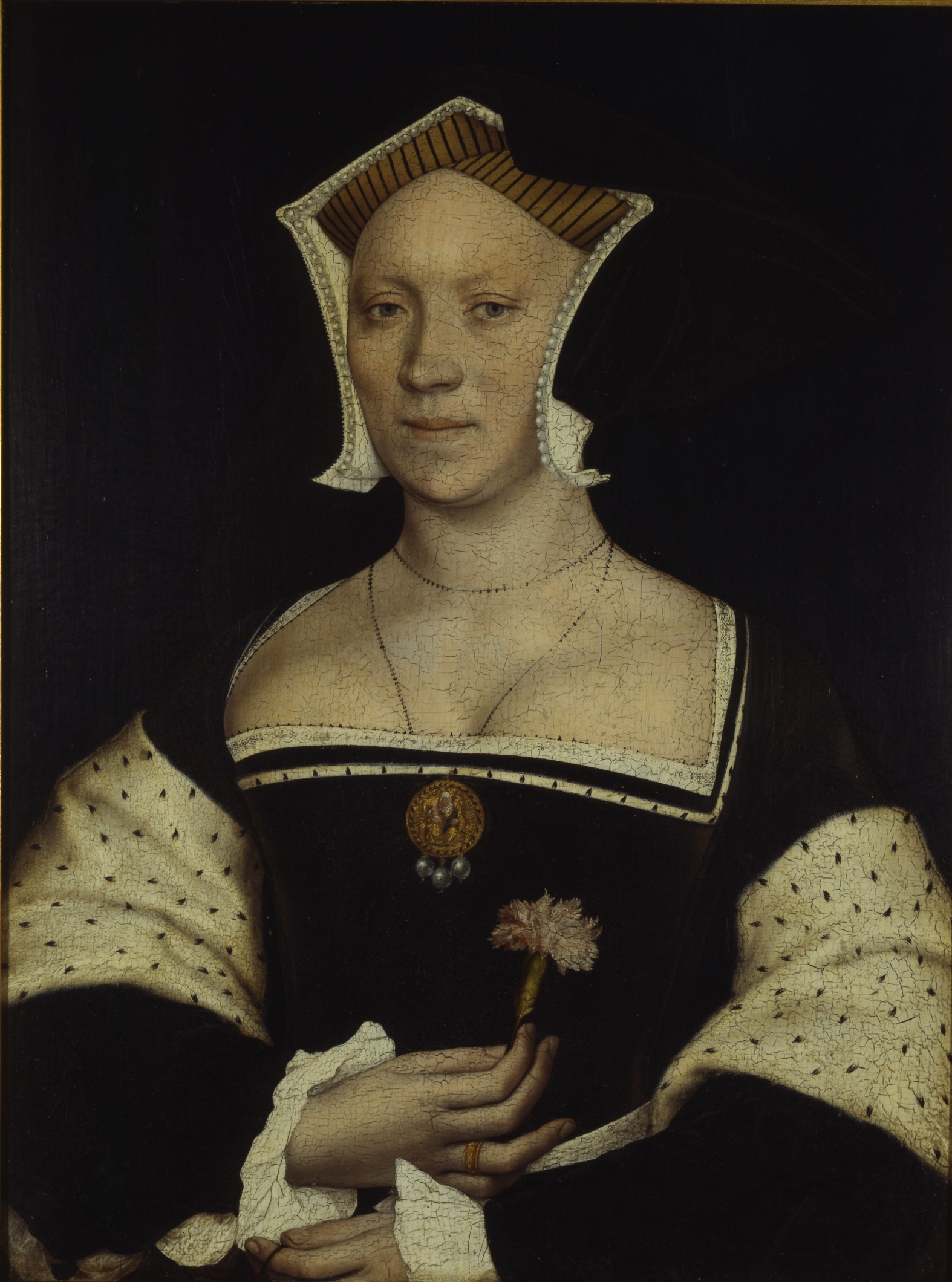
Hans Holbein le Jeune, Élisabeth Vaux.
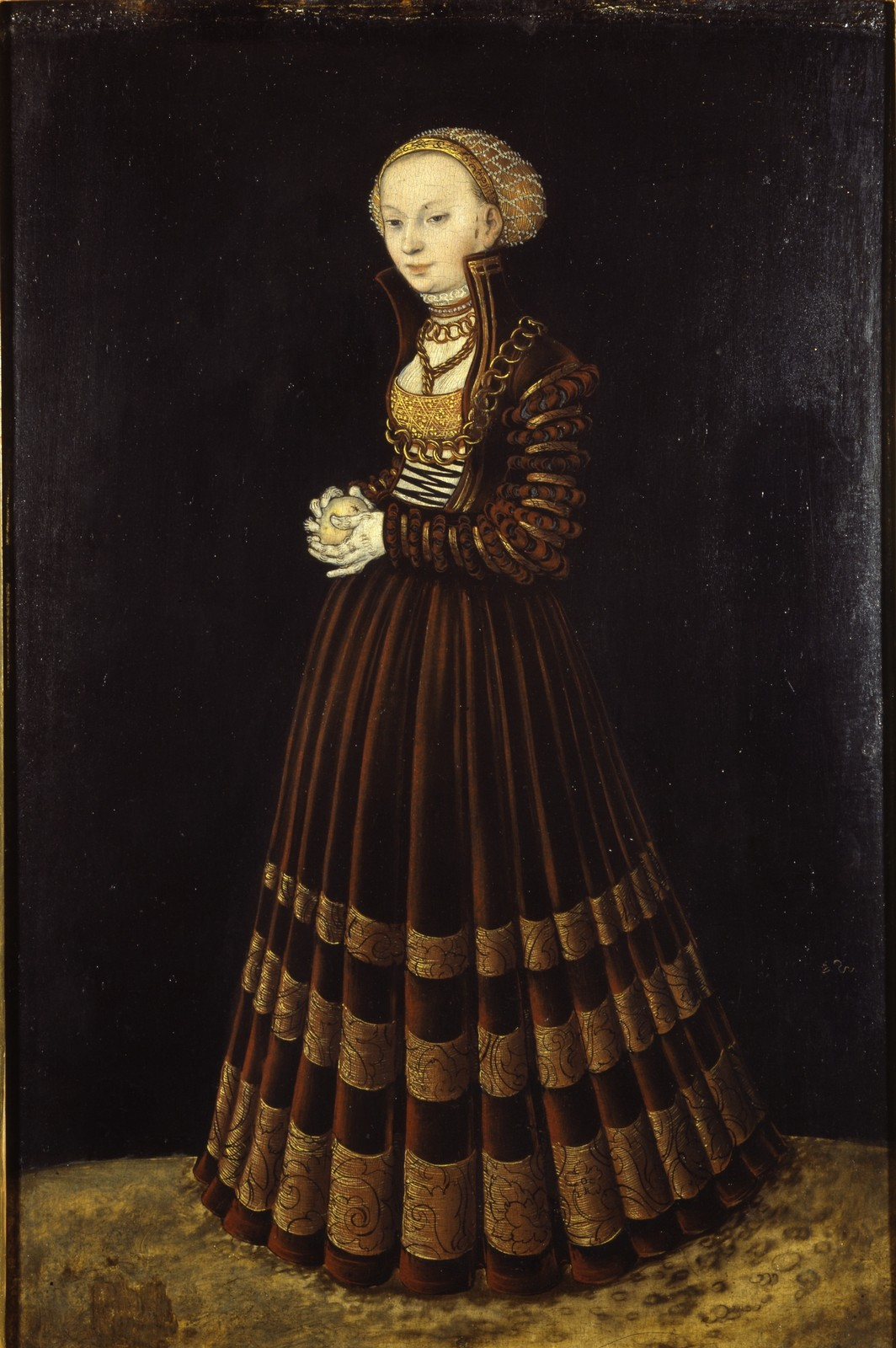
Lucas Cranach, Portrait de Femme à la Pomme.

### Renouveau de la galerie
Après la Première Guerre mondiale, la République tchécoslovaque nouvellement formée a exigé que l'Autriche restitue les peintures. La partie autrichienne a reconnu cette demande, mais n'a proposé de restituer que des images de qualité inférieure, de sorte qu'aucun accord n'a été trouvé. En 1930, l'achat de peintures pour le château de Prague du soi-disant fonds Masaryk a commencé, se concentrant sur les anciens maîtres du baroque bohémien et les peintures du XIXe et du début du XXe siècle. Certaines des peintures ont été prêtées à la Galerie nationale de Prague et exposées dans les salles du Rudolfinum.
Ce n'est que dans les années 1960 que la pinacothèque a retrouvé ses propres salles au château de Prague, dans les anciennes écuries martiales impériales au rez-de-chaussée des ailes nord et ouest du Nouveau Palais Royal, juste au-dessous des salles qui abritaient autrefois les collections Rudolfines. Sous la direction de l'historien de l'art Jaromír Neumann, les peintures anciennes restantes dans le château ont été identifiées, évaluées et restaurées, ainsi que l'histoire mouvementée des collections Rudolfines à partir d'inventaires historiques et autres documents du XVIe siècle à nos jours. La nouvelle galerie du château, conçue par les architectes František Cubro et Josef Hrubý, se composait de six salles et a été inaugurée en 1965.
Dans les années 1990, l'exposition a été repensée selon un nouveau concept par l'historienne de l'art Eliška Fučíková, les locaux de la galerie ont été fondamentalement rénovés sous la direction de l'architecte Bořek Šípek et l'entrée a été déplacée dans la 2e cour. Il a également été possible d'acquérir quelques tableaux de la collection originale de Rodolphe II. La réouverture a eu lieu en 1998,. Dans les années 2019-2022, la climatisation a été modernisée et, après une rénovation des locaux, la galerie a été présentée au public avec une nouvelle exposition en janvier 2023,.

## Sources et références
1. 1 2 3  Prager Burg – Bildergalerie der Prager Burg (Obrazárna Pražského hradu). Das offizielle Tourismusportal der Stadt Prag.
2. ↑  Obrazárna Pražského hradu – Prague Castle Picture Gallery. (PDF) Prager Burg, 2017
3. 1 2 3 4 5  Obrazárna Pražského hradu. Prager Burg
4. 1 2 3 4 5 6  Jaromír Neumann, Führer durch die Gemäldegalerie der Prager Burg
5. 1 2 3  Prague Castle Picture Gallery
6. ↑  Pavel Vlček a kol.: Umělecké památky Prahy – 4. Pražský hrad a Hradčany [Kunstdenkmäler von Prag – 4. Prager Burg und Hradschin]. Academia, Praha 2000,  (ISBN 80-200-0832-2), S. 194–197 (tschechisch, 521 S.)
7. ↑  Die Kunstgalerie der Prager Burg wird im Januar 2023 wieder für die Öffentlichkeit geöffnet. Tschechien News
8. ↑  Gemäldegalerie auf Prager Burg soll im Januar nach Umbauarbeiten wiedereröffnet werden. Radio Prague International